# Одеський загін морської охорони
1-й загін морської охорони (1 ЗгМО, в/ч 1485) — формування Морської охорони ДПСУ. Довжина дорученої ділянки державного кордону у Чорному морі — 237 морських миль (381,41 км) та 97,78 миль (156,11 км) річкою Дунай. Площа виключної (морської) економічної зони України — 25 000 кв. миль (82 500 кв. км). Взаємодіе з підрозділами Ізмаїльського, Білгород-Дністровського та Одеського прикордонного загонів.

## Історія
У січні 1976 року на базі Одеської манбази утворюється 18-та окрема бригада прикордонних кораблів (18 ОБПСКР) з Кілійським дивізіоном катерів. З отриманням Україною незалежності, з'єднання продовжило охороняти ділянку вже суверенної держави. 
В 1992 році особовий склад присягнув на вірність народу України. На кораблях та катерах загону було піднято Державний прапор України. У березні 1995 року пройшло переформування прикордонних частин гарнізону міста Одеси, у підсумку злиття 26 прикз та 18 ОБРПСКР був утворений 26 Морський прикордонний загін (26 мприкз).
12 серпня 1995 року було надано власні назви ПСКР морських бригад ПВУ. Зокрема, кораблям, що базувалися в Одесі: ПСКР-648 — «Закарпаття», ПСКР-650 — «Запорізька Січ», ПСКР-652 — «Одеса», ПСКР-709 — «Поділля».
У 2000 році на базі дивізіонів ПСКР і ПСКА 26 мприкз, згідно з рішенням ДКК, утворено окрему бригаду, яка пізніше була перейменована у "1-й загін морської охорони".
1 листопада 2002 року, вперше частині вручено перехідний прапор Одеської обласної держадміністрації «Кращій військовій частині Південного напряму ПВ України».
1 листопада 2009 року, частині було вдруге вручено перехідний прапор Одеської обласної держадміністрації «Кращій військовій частині Південного регіонального управління Державної прикордонної служби України», Прапор вручено за досягнуті успіхи в оперативно-службовій діяльності з охорони державного кордону України на підставі подання Військової Ради Південного напряму та розпорядженні Голови облдержадміністрації. 
Втретє, другий рік поспіль, перехідний прапор «Кращій військовій частині Південного регіонального управління Державної прикордонної служби України» вручено командиру Одеського загону морської охорони капітану першого рангу Дукову Дмитру Федоровичу за підсумками оперативно-службової діяльності загону в 2010 році.
2 березня 2014 року, до Одеського загону морської охорони було передислоковано 12 одиниць корабельно-катерного складу Севастопольського та Ялтинського загонів морської охорони.
12 травня 2021 року, військовослужбовці Морської охорони ДПСУ виявили  перебування в Чорному морі неподалік м. Чорноморська Одеської області російського ракетного корвета «Павло Державін». Як повідомила про це керівник пресслужби регіонального управління морської охорони ДПСУ Наталія Гуменюк: "Вранці 12 травня військовослужбовці прикордонного поста в Одеській області запеленгували перебування ракетного корвета Чорноморського флоту РФ «Павло Державін» на відстані 19 миль на схід від міста Чорноморськ Одеської області... Після виявлення невідомого об'єкта прикордонники за допомогою радіолокатора берегового прикордонного поста опитали його по радіоканалу і отримали відповідь, що це «Бугіль 363»", - зазначила Гуменюк.
1 червня 2021 року, вранці, о 06:30, вийшов зі свого будинку по вулиці Грушевського в м. Одесі, але у розташування загону не прибув перший заступник начальника загону - начальник штабу капітан 1 рангу Олексій Чертков. До його пошуків були залучені всі компетентні органи, включно з військовою контррозвідкою СБУ, які позитивних результатів - не принесли.

## Склад загону
До складу загону входять:
- управління загону;
- кораблі морської охорони проєкту 205П («Поділля», «Павло Державін») (з місцем дислокації м. Одеса);
- Кілійський дивізіон кораблів та катерів морської охорони (з місцем дислокації н.п. Кілія);
- Київська група катерів морської охорони (з місцем дислокації м. Київ);
- підрозділи забезпечення.

## Корабельний склад
- Корабель морської охорони проєкту 1241.2 «Григорий Куропятников» (б/н BG-50);
- Кораблі проєкту 205П: «Миколаїв», «Поділля», «Павло Державін» (б/н відповідно BG-57, BG-62, BG-63);
- Корабель морської охорони проєкту 1360: «Крим» (яхта)(б/н BG-01);
- Катер морської охорони проєкту 58130: «Балаклава» (б/н BG-200);
- Катери проєкту 1400М «Гриф»: BG-101, BG-106 «Злотокрай», BG-109 «Немиров», BG-111 «Одеса», BG-115 «Тернопіль», BG-116 «Дарниця», BG-117 «Ватутінець»;
- Малі катери морської охорони проєкту UMS-1000 (б/н BG-14, BG-15, BG-16, BG-17, BG-19, BG-20, BG-21, BG-23);
- Малі катери морської охорони проєкту 09104 «Калкан-П», проєкту 50030 «Катран», проєкту «Galia-640» — близько 12 одиниць.

## Галерея

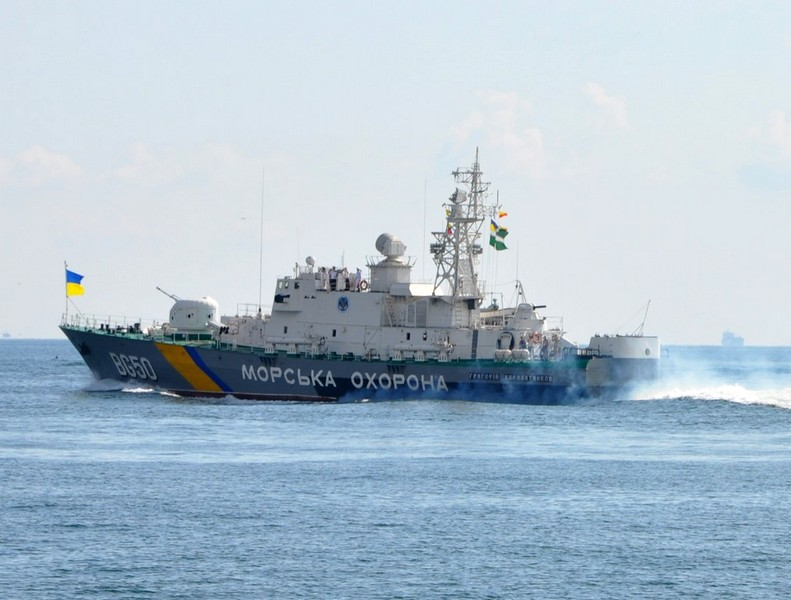
Корабель морської охорони «Григорій Куроп'ятников» б/н BG-50
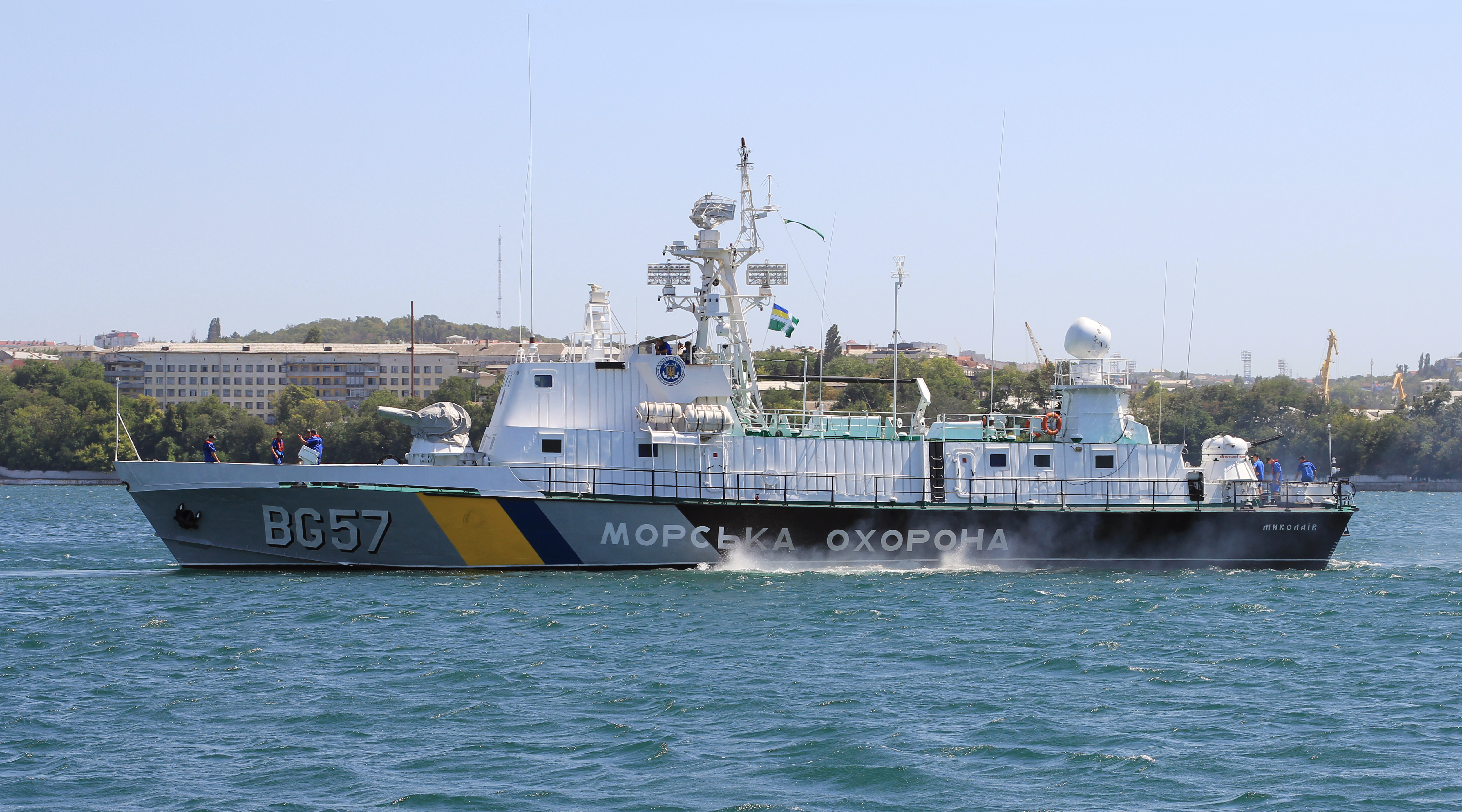
Корабель морської охорони «Миколаїв» б/н BG-57
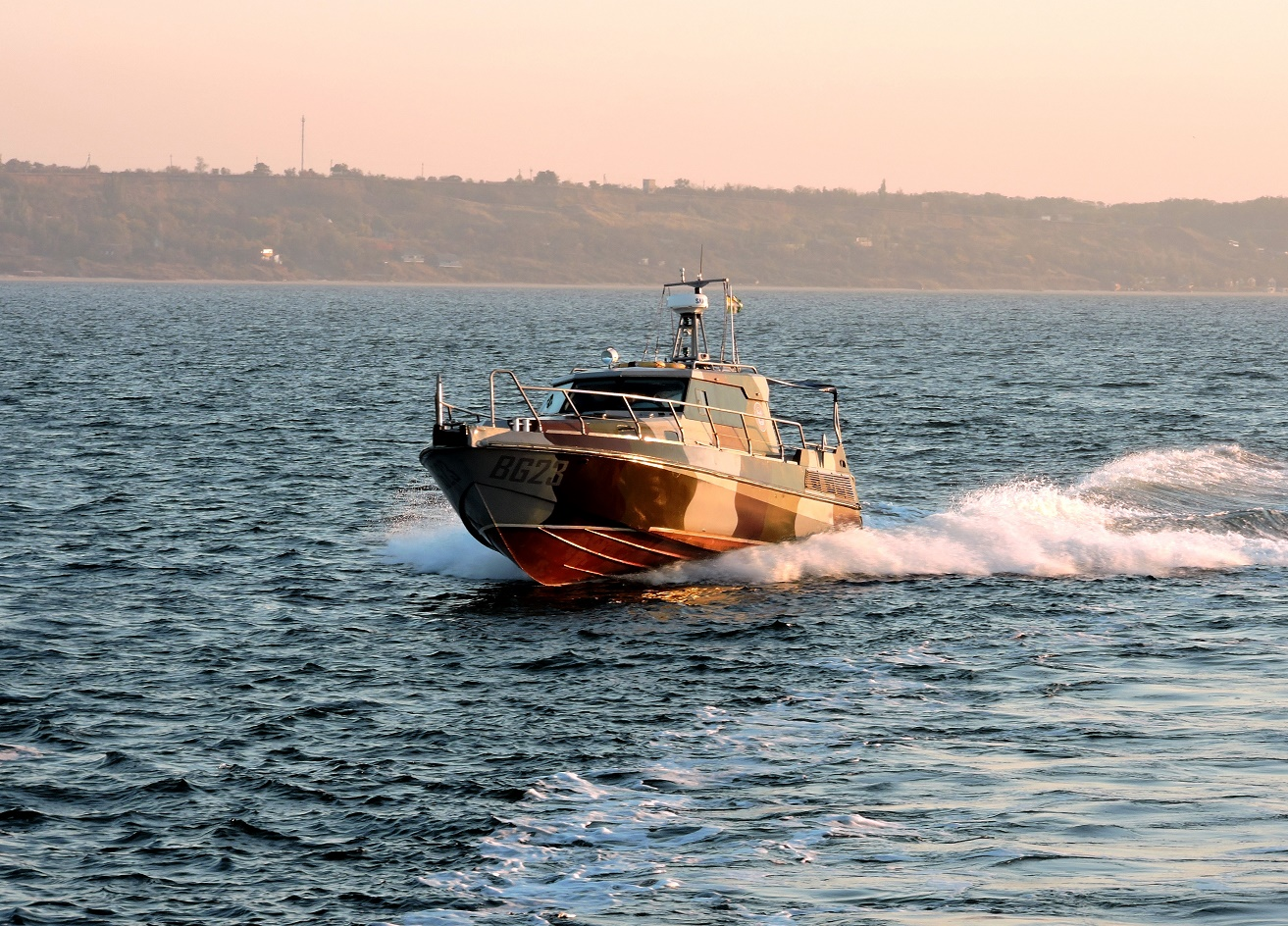
BG-23

## Командири
- капітан I рангу Самарський Дмитро Леонідович (????-2016?);
- капітан I рангу Магера Роман Ярославович

## Втрати
- Колісниченко Євген Анатолійович (1988—2014) — старший матрос Державної прикордонної служби України.